# Șofranovca, Cantemir
Șofranovca este un sat din cadrul comunei Cîșla din raionul Cantemir, Republica Moldova.
În perioada interbelică avea denumirea de Principele Mihai.

## Demografie

### Structura etnică
Structura etnică a localității conform recensământului populației din 2004:
| Grup etnic                    | Populație | % Procentaj |
| ----------------------------- | --------- | ----------- |
| Băștinași declarați Moldoveni | 79        | 88,76%      |
| Ucraineni                     | 7         | 7,87%       |
| Bulgari                       | 3         | 3,37%       |
| Total                         | 89        |             |